# Iglesia de Tonga
La Iglesia de Tonga (en tongano: Siasi ʻo Tonga; en inglés: Church of Tonga) es un edificio religioso en Tonga. Se encuentra en la capital, Nukualofa. Fue establecida en 1928 por los miembros que no estaban de acuerdo con la unificación en 1924 de la misión metodista y la iglesia libre en la Iglesia Wesleyana libre de Tonga, y que tampoco estaba de acuerdo con el cisma de 1928, cuando la Iglesia Libre de Tonga se separó. Así que se apartó también, y se establecieron plenamente al año siguiente, 1929. Para evitar confusiones con la Iglesia Libre de Tonga, esta iglesia es coloquialmente conocida como la Iglesia de los Lores.